# Драгољуб Бата Булић
Драгољуб Бата Булић (1911 — 1941) био је српски правник и учесник Народноослободилачког рата.

## Биографија
Рођен је 1911. године у Петровцу на Млави. Завршио је Правни факултет у Београду.
У периоду између два рата, дао је значајан допринос раду позоришта у Петровцу на Млави.
У току рата је био командант Млавског партизанског одреда. Погинуо је у селу Бистрица, недалеко од Петровца, у јесен 1941. године.
Његово име данас носе основне школе у Петровацу и Бистрици, позориште у Петровцу, као и фудбалски клуб у Бистрици.